# Rivière Lostau
Pour les articles homonymes, voir Lostau.
La rivière Lostau est un cours d'eau de Basse-Terre en Guadeloupe se jetant dans la mer des Caraïbes.

## Géographie
Longue de 8,1 km, la rivière Lostau prend sa source sur les pentes septentrionales du Morne Saint-Jean sur le territoire de la commune de Bouillante. Elle est alimentée sur son parcours par la ravine Rouge, la rivière Habituée Négresse, la rivière Bois-Malaise, la rivière Espérance et enfin la rivière Bois-Malher. L'intégralité de son cours s'écoule sur le territoire de Bouillante pour se jeter dans la mer des Caraïbes dans l'Anse à Galets entre les lieux-dits de La Lise et des Galets.

## Histoire
Le cours d'eau, qui a d'abord porté le nom de rivière Frère Pierre, doit son nom à celui d'une famille de propriétaires terriens de la fin XVIIe siècle, Jean Lostau et ses fils – qui furent capitaines de la milice et maires de Bouillante au XVIIIe siècle – qui possédaient leur propriété près de la rivière.
Au lieu-dit Birloton a existé sur la rivière une roche comportant des dessins gravés mais elle a été détruite lors de l'agrandissement de la voirie.
L'Habitation La Lise est construite à l'embouchure de la vallée de la rivière Lostau en 1671. Le père Labat la visite en 1696 et note qu'elle appartient aux frères Lostau. La propriété tient ce nom jusqu'en 1750. Au début du XVIIIe siècle, deux canaux sont creusés pour capter les eaux des rivières Lostau et Bourceau. Le canal de la rivière Lostau s'étend sur 1 200 m est un aqueduc est cité à partir de 1818.